# Cape Vera
Cape Vera är en udde i Kanada.   Den ligger i territoriet Nunavut, i den nordöstra delen av landet, 3 500 km norr om huvudstaden Ottawa.
Terrängen inåt land är kuperad. Havet är nära Cape Vera österut. Trakten är glest befolkad. Det finns inga samhällen i närheten.